# Bunomys chrysocomus
Bunomys chrysocomus is een knaagdier uit het geslacht Bunomys dat voorkomt op Nieuw-Guinea. Deze soort komt op het hele eiland voor, van 200 tot 2200 m hoogte, hoewel het dier meestal niet hoger komt dan 1500 m. In het zuidwestelijke deel van het eiland is B. chrysocomus alleen van subfossielen bekend. Deze soort is het nauwste verwant aan Bunomys coelestis uit het zuidwesten. Het karyotype bedraagt 2n=42, FN=58.